# Амар Сінґх I
Амар Сінґх I (*16 березня 1559 —26 січня 1620) — магарана князівства Мевар у 1597—1620 роках.

## Життєпис
Походив з раджпутського клану Сесодія. Син магарана Пратап Сінґха. У 1572 році стає раджкунваром (принцом-спадкоємцем). Разом із ним протягом 1570—1590-х років боровся проти могольських загарбників. Перед смертю батька дав йому обіцянку боротися проти Великих Моголів.
У 1597 році, після смерті Прата Сінґха, стає новим магараною Мевара. Він продовжив війну проти падишаха Акбара, а згодом — Джаханґіра. У 1606 році відбулася битва при Деварі (відома як Друга битві при Деварі). Могольське військо на чолі з шах-заде Парвезом не змогло здолати армію Амар Сінґха I. Тому, хоча раджпути не виграли битву, вони змогли відстояти незалежність Мевара. У 1608 році нова могольська амрія на чолі із Махабат-ханом вдерлася до Мевару, які зуміли захопити більшу частину князівства. Втім Амар Сінґх розпочав партизанську війну, базуючись у лісах та горах. Після заміни Махабат-ханом на Абдулу-хана моголи досягли більших успіхів. Після переводу останнього до Гуджарату у 1610 року війна на деякий час припинилася. В той же час Мевар був економічно спустошений.
У 1613 році розпочалася нова військова кампанія Великих Моголів на чолі із шах-заде Хуррамом (майбутнім Шах Джаханом) проти Амар Сінґха I. Зрештою голод й мор змусив останнього просити миру у падишаха. У 1615 році в Аджмері було укладено мирний договір, згідно якого Мевар виставляв до могольської амрії загін у 1 тисячу кіннотників, син Амар Сінґха — Каран став мансабдаром-п'ятитисячником. Амар Сінґх отримував право не бути присутнім при могольському дворі, Мевар отримав право не надсилати наречених до гарему падишаха. Водночас Каран отримав гарні подарунки. у 1616 році Амар Сінґх отримав назад м. Чітор. З цього моменту починається дружба правителів Мевара з падишахами Великих Моголів.
Помер Амар Сінґх I 26 січня 1620 року в Удайпурі, перед смертю оголосивши спадкоємцем Каран Сінґха.